# Хакаси
Хакасите (самоназвание: тадарлар) са тюркски народ, съставляващ около 12% от населението на руската автономна република Хакасия. Характеризират се с тъмна кожа и очи, груба черна коса и брада. Лицата им са широки, но без силно изразени скули. Средният им ръст е нисък (при мъжете 162 – 164 см).
В Руската империя са известни под името минусински татари, абакански татари, енисейски турци. След създаването на Съветския съюз много етнически групи (белтирци, сагайци, качинци, койбалци, къзълци) са „обединени“ в една нация: хакаси. Произходът на всички тези народи не е напълно изяснен, но се смята, че поне част от тях произлизат от енисейските киргизи.